# MQ-9 Reaper

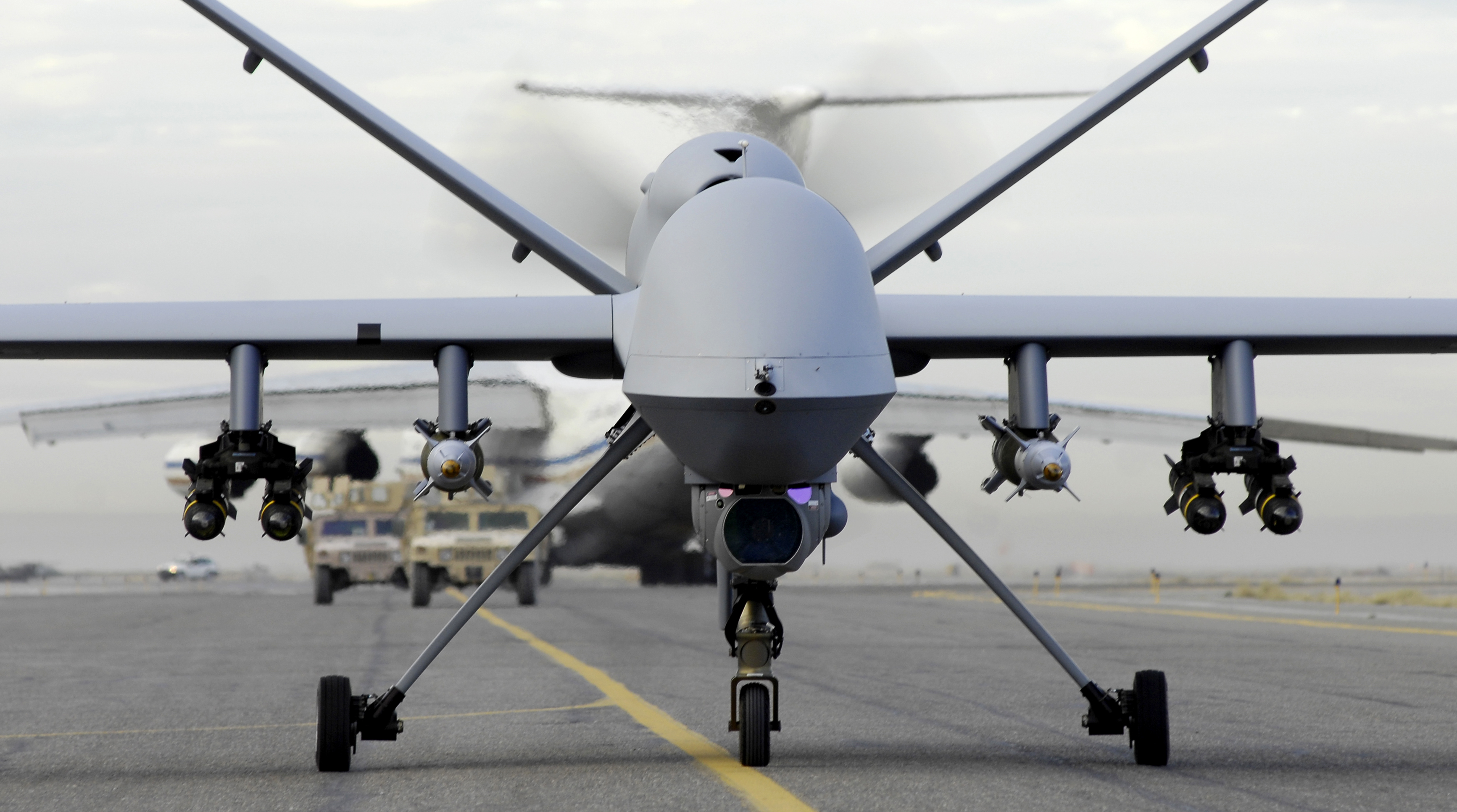
MQ-9 Reaper cu rachete şi bombe

General Atomics Aeronautical Systems MQ-9 Reaper este un avion de luptă fără pilot utilizat de către United States Air Force. Este o versiune mărită a modelului MQ-1 Predator. Poate căuta și ataca ținte la sol cu până la 14 rachete ghidate aer-sol AGM-114 Hellfire. 